# Grand Prix Formule 1 van Canada 2025
De Grand Prix Formule 1 van Canada 2025 werd verreden op 15 juni op het Circuit Gilles Villeneuve in Montréal. Het was de tiende race van het seizoen.

## Vrije trainingen

### Uitslagen
- Enkel de top vijf wordt weergegeven.

| Vrije training 1 | Pos. | Nr. | Coureur          | Constructeur               | Tijd     |
| ---------------- | ---- | --- | ---------------- | -------------------------- | -------- |
| Vrije training 1 | 1    | 1   | Max Verstappen   | Red Bull Racing-Honda RBPT | 1:13.193 |
| Vrije training 1 | 2    | 23  | Alexander Albon  | Williams-Mercedes          | 1:13.232 |
| Vrije training 1 | 3    | 55  | Carlos Sainz jr. | Williams-Mercedes          | 1:13.275 |
| Vrije training 1 | 4    | 63  | George Russell   | Mercedes                   | 1:13.535 |
| Vrije training 1 | 5    | 44  | Lewis Hamilton   | Ferrari                    | 1:13.620 |
| Vrije training 2 | Pos. | Nr. | Coureur          | Constructeur               | Tijd     |
| Vrije training 2 | 1    | 63  | George Russell   | Mercedes                   | 1:12.123 |
| Vrije training 2 | 2    | 4   | Lando Norris     | McLaren-Mercedes           | 1:12.151 |
| Vrije training 2 | 3    | 12  | Kimi Antonelli   | Mercedes                   | 1:12.411 |
| Vrije training 2 | 4    | 23  | Alexander Albon  | Williams-Mercedes          | 1:12.445 |
| Vrije training 2 | 5    | 14  | Fernando Alonso  | Aston Martin-Mercedes      | 1:12.458 |
| Vrije training 3 | Pos. | Nr. | Coureur          | Constructeur               | Tijd     |
| Vrije training 3 | 1    | 4   | Lando Norris     | McLaren-Mercedes           | 1:11.799 |
| Vrije training 3 | 2    | 16  | Charles Leclerc  | Ferrari                    | 1:11.877 |
| Vrije training 3 | 3    | 63  | George Russell   | Mercedes                   | 1:11.950 |
| Vrije training 3 | 4    | 44  | Lewis Hamilton   | Ferrari                    | 1:12.050 |
| Vrije training 3 | 5    | 1   | Max Verstappen   | Red Bull Racing-Honda RBPT | 1:12.072 |

## Kwalificatie
George Russell behaalde de zesde pole position in zijn carrière.
| Pos.                   | Nr. | Coureur           | Constructeur               | Kwalificatietijden | Kwalificatietijden | Kwalificatietijden | Grid   |
| Pos.                   | Nr. | Coureur           | Constructeur               | Q1                 | Q2                 | Q3                 | Grid   |
| ---------------------- | --- | ----------------- | -------------------------- | ------------------ | ------------------ | ------------------ | ------ |
| 1                      | 63  | George Russell    | Mercedes                   | 1:12.075           | 1:11.570           | 1:10.899           | 1      |
| 2                      | 1   | Max Verstappen    | Red Bull Racing-Honda RBPT | 1:12.054           | 1:11.638           | 1:11.059           | 2      |
| 3                      | 81  | Oscar Piastri     | McLaren-Mercedes           | 1:11.939           | 1:11.715           | 1:11.120           | 3      |
| 4                      | 12  | Kimi Antonelli    | Mercedes                   | 1:12.279           | 1:11.974           | 1:11.391           | 4      |
| 5                      | 44  | Lewis Hamilton    | Ferrari                    | 1:11.952           | 1:11.885           | 1:11.526           | 5      |
| 6                      | 14  | Fernando Alonso   | Aston Martin-Mercedes      | 1:12.073           | 1:11.805           | 1:11.586           | 6      |
| 7                      | 4   | Lando Norris      | McLaren-Mercedes           | 1:11.826           | 1:11.599           | 1:11.625           | 7      |
| 8                      | 16  | Charles Leclerc   | Ferrari                    | 1:12.038           | 1:11.626           | 1:11.682           | 8      |
| 9                      | 6   | Isack Hadjar      | Racing Bulls-Honda RBPT    | 1:12.211           | 1:12.003           | 1:11.867           | 12 *1  |
| 10                     | 23  | Alexander Albon   | Williams-Mercedes          | 1:12.090           | 1:11.892           | 1:11.907           | 9      |
| 11                     | 22  | Yuki Tsunoda      | Red Bull Racing-Honda RBPT | 1:12.334           | 1:12.102           |                    | 18 *2  |
| 12                     | 43  | Franco Colapinto  | Alpine-Renault             | 1:12.234           | 1:12.142           |                    | 10     |
| 13                     | 27  | Nico Hülkenberg   | Kick Sauber-Ferrari        | 1:12.323           | 1:12.183           |                    | 11     |
| 14                     | 87  | Oliver Bearman    | Haas-Ferrari               | 1:12.306           | 1:12.340           |                    | 13     |
| 15                     | 31  | Esteban Ocon      | Haas-Ferrari               | 1:12.378           | 1:12.634           |                    | 14     |
| 16                     | 5   | Gabriel Bortoleto | Kick Sauber-Ferrari        | 1:12.385           |                    |                    | 15     |
| 17                     | 55  | Carlos Sainz jr.  | Williams-Mercedes          | 1:12.398           |                    |                    | 16     |
| 18                     | 18  | Lance Stroll      | Aston Martin-Mercedes      | 1:12.517           |                    |                    | 17     |
| 19                     | 30  | Liam Lawson       | Racing Bulls-Honda RBPT    | 1:12.525           |                    |                    | Pit *3 |
| 20                     | 10  | Pierre Gasly      | Alpine-Renault             | 1:12.667           |                    |                    | Pit *3 |
| Q1 107% tijd: 1:16.853 |     |                   |                            |                    |                    |                    |        |
| Bron: formula1.com     |     |                   |                            |                    |                    |                    |        |

*1 Isack Hadjar kreeg een gridstraf van drie plaatsen vanwege het hinderen van Carlos Sainz jr. in de eerste kwalificatiesessie.

*2 Yuki Tsunoda kreeg een gridstraf van tien plaatsen omdat hij onder de rode vlag Oscar Piastri inhaalde tijdens de derde vrije training.

*3 Liam Lawson en Pierre Gasly moesten vanuit de pit starten omdat er aan hun wagens is gewerkt onder Parc fermé condities.

## Wedstrijd
George Russell behaalde de vierde Grand Prix-overwinning in zijn carrière.
| Pos.               | Nr. | Coureur           | Constructeur               | Rondes | Tijd / Oorzaak Uitval  | Grid | Punten |
| ------------------ | --- | ----------------- | -------------------------- | ------ | ---------------------- | ---- | ------ |
| 1                  | 6   | George Russell    | Mercedes                   | 70     | 1:31:52.688            | 1    | 25 S   |
| 2                  | 1   | Max Verstappen    | Red Bull Racing-Honda RBPT | 70     | +0.228                 | 2    | 18     |
| 3                  | 12  | Kimi Antonelli    | Mercedes                   | 70     | +1.014                 | 4    | 15     |
| 4                  | 81  | Oscar Piastri     | McLaren-Mercedes           | 70     | +2.109                 | 3    | 12     |
| 5                  | 16  | Charles Leclerc   | Ferrari                    | 70     | +3.442                 | 8    | 10     |
| 6                  | 44  | Lewis Hamilton    | Ferrari                    | 70     | +10.713                | 5    | 8      |
| 7                  | 14  | Fernando Alonso   | Aston Martin-Mercedes      | 70     | +10.972                | 6    | 6      |
| 8                  | 27  | Nico Hülkenberg   | Kick Sauber-Ferrari        | 70     | +15.364                | 11   | 4      |
| 9                  | 31  | Esteban Ocon      | Haas-Ferrari               | 69     | +1 ronde               | 14   | 2      |
| 10                 | 55  | Carlos Sainz jr.  | Williams-Mercedes          | 69     | +1 ronde               | 16   | 1      |
| 11                 | 87  | Oliver Bearman    | Haas-Ferrari               | 69     | +1 ronde               | 13   |        |
| 12                 | 22  | Yuki Tsunoda      | Red Bull Racing-Honda RBPT | 69     | +1 ronde               | 18   |        |
| 13                 | 43  | Franco Colapinto  | Alpine-Renault             | 69     | +1 ronde               | 10   |        |
| 14                 | 5   | Gabriel Bortoleto | Kick Sauber-Ferrari        | 69     | +1 ronde               | 15   |        |
| 15                 | 10  | Pierre Gasly      | Alpine-Renault             | 69     | +1 ronde               | Pit  |        |
| 16                 | 6   | Isack Hadjar      | Racing Bulls-Honda RBPT    | 69     | +1 ronde               | 12   |        |
| 17                 | 18  | Lance Stroll      | Aston Martin-Mercedes      | 69     | +1 ronde               | 17   |        |
| 18†                | 4   | Lando Norris      | McLaren-Mercedes           | 66     | +4 rondes, ongeluk     | 7    |        |
| DNF                | 30  | Liam Lawson       | Racing Bulls-Honda RBPT    | 52     | Oververhitting (motor) | Pit  |        |
| DNF                | 23  | Alexander Albon   | Williams-Mercedes          | 48     | Motor                  | 9    |        |
| Bron: formula1.com |     |                   |                            |        |                        |      |        |

S  George Russell reed voor de negende keer in zijn carrière een snelste ronde.

† Lando Norris was uitgevallen doordat hij tegen de auto van zijn teamgenoot Oscar Piastri reed, hij werd wel geklasseerd omdat hij meer dan 90% van de race-afstand had afgelegd.

## Tussenstanden wereldkampioenschap
Betreft tussenstanden voor het wereldkampioenschap na afloop van de race.

### Coureurs
| Pos. | Nr. | Coureur           | Constructeur               | Punten |
| ---- | --- | ----------------- | -------------------------- | ------ |
| 1    | 81  | Oscar Piastri     | McLaren-Mercedes           | 198    |
| 2    | 4   | Lando Norris      | McLaren-Mercedes           | 176    |
| 3    | 1   | Max Verstappen    | Red Bull Racing-Honda RBPT | 155    |
| 4    | 63  | George Russell    | Mercedes                   | 136    |
| 5    | 16  | Charles Leclerc   | Ferrari                    | 104    |
| 6    | 44  | Lewis Hamilton    | Ferrari                    | 79     |
| 7    | 12  | Kimi Antonelli    | Mercedes                   | 63     |
| 8    | 23  | Alexander Albon   | Williams-Mercedes          | 42     |
| 9    | 31  | Esteban Ocon      | Haas-Ferrari               | 22     |
| 10   | 6   | Isack Hadjar      | Racing Bulls-Honda RBPT    | 21     |
| 11   | 27  | Nico Hülkenberg   | Kick Sauber-Ferrari        | 20     |
| 12   | 18  | Lance Stroll      | Aston Martin-Mercedes      | 14     |
| 13   | 55  | Carlos Sainz jr.  | Williams-Mercedes          | 13     |
| 14   | 10  | Pierre Gasly      | Alpine-Renault             | 11     |
| 15   | 22  | Yuki Tsunoda      | Red Bull Racing-Honda RBPT | 10     |
| 16   | 14  | Fernando Alonso   | Aston Martin-Mercedes      | 8      |
| 17   | 87  | Oliver Bearman    | Haas-Ferrari               | 6      |
| 18   | 30  | Liam Lawson       | Racing Bulls-Honda RBPT    | 4      |
| 19   | 5   | Gabriel Bortoleto | Kick Sauber-Ferrari        | 0      |
| 20   | 43  | Franco Colapinto  | Alpine-Renault             | 0      |
| 21   | 7   | Jack Doohan       | Alpine-Renault             | 0      |

### Constructeurs
| Pos. | Constructeur               | Punten |
| ---- | -------------------------- | ------ |
| 1    | McLaren-Mercedes           | 374    |
| 2    | Mercedes                   | 199    |
| 3    | Ferrari                    | 183    |
| 4    | Red Bull Racing-Honda RBPT | 162    |
| 5    | Williams-Mercedes          | 55     |
| 6    | Haas-Ferrari               | 28     |
| 7    | Racing Bulls-Honda RBPT    | 28     |
| 8    | Aston Martin-Mercedes      | 22     |
| 9    | Kick Sauber-Ferrari        | 20     |
| 10   | Alpine-Renault             | 11     |